# T Centauri
T Centauri är en pulserande variabel av RV Tauri-typ (RVA) i stjärnbilden Kentauren. 
Stjärnan har en visuell magnitud som varierar mellan +5,56 och 8,44 med en period av 181,4 dygn.